# Frank W. Benson

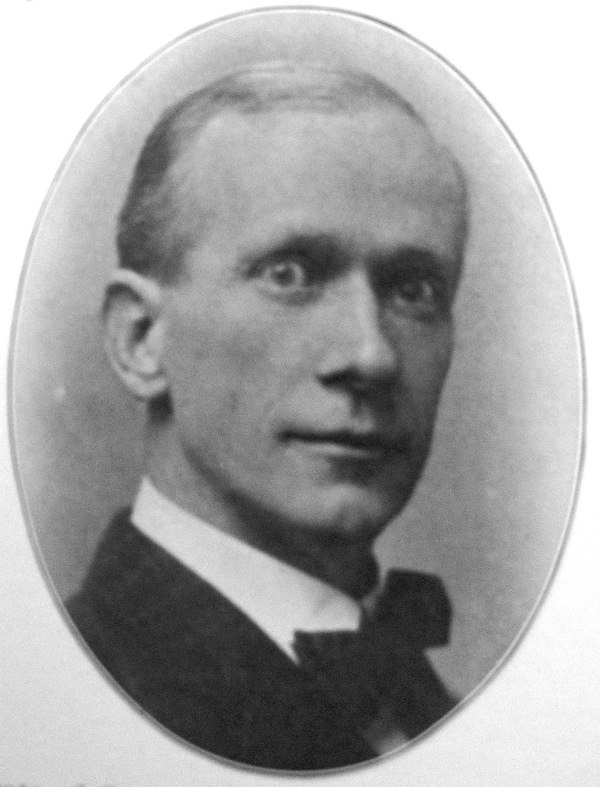
Frank W. Benson

Frank Williamson Benson (* 20. März 1858 in San José, Kalifornien; † 14. April 1911 in Redlands, Kalifornien) war ein US-amerikanischer Politiker und von 1909 bis 1910 der zwölfte Gouverneur des Bundesstaates Oregon.

## Frühe Jahre und politische Anfänge
Im Alter von sechs Jahren kam Frank Benson mit seinen Eltern nach Portland in Oregon. Dort besuchte er die Portland Academy. Danach kehrte er nach Kalifornien zurück, wo er an der University of the Pacific in Stockton studierte. Nach seinem Studium begann er eine Laufbahn im Schuldienst. Im Jahr 1880 wurde er Leiter der Methodist Umpqua Academy in Wilbur. Zwischen 1882 und 1886 war er Schulrat im Douglas County und danach Leiter der Normalschule in Drain.
Benson war Mitglied der Republikanischen Partei. Im Jahr 1892 wurde er in der Kreisverwaltung des Douglas County angestellt. Gleichzeitig war er zwischen 1894 und 1896 bei der Landverwaltungsbehörde (Land Office) beschäftigt. Damals studierte er auch Jura und wurde im Jahr 1896 als Anwalt zugelassen. 1898 begann er in Roseburg in diesem Beruf zu arbeiten.

## Staatssekretär und Gouverneur von Oregon
Im Jahr 1906 wurde Benson zum Staatssekretär (Secretary of State) von Oregon gewählt. Dieses Amt war nach der Staatsverfassung gleichzeitig mit der Stellvertretung des Gouverneurs verbunden; einen Vizegouverneur gab es nicht. Nachdem Gouverneur George Earle Chamberlain am 28. Februar 1909 von seinem Amt zurückgetreten war, um in den US-Senat zu wechseln, musste Benson entsprechend der Verfassung dessen Amt übernehmen und die restliche Legislaturperiode beenden. Obwohl es eigentlich von der Verfassung verboten war, übte Benson neben dem Gouverneursposten auch immer noch das Amt des Staatssekretärs aus und ließ sich für beide Posten bezahlen.
Politisch hat er in seiner kurzen Amtszeit nicht viel bewegen können. Immerhin brachte er einen Haushalt ein, in dem die Mittel für eine Gefängnisreform bereitgestellt wurden. Außerdem wurde auch das Schulsystem finanziell besser ausgestattet, ein Heim für Kriegsveteranen wurde ebenso genehmigt wie einige Krankenhäuser. Benson verhandelte auch mit dem Nachbarstaat Washington über einige offene Grenzfragen.
Schon vor der Übernahme des Gouverneursamts war Benson schwer erkrankt. Da sich sein Gesundheitszustand verschlechterte, trat er am 10. Juni 1910 die Amtsgeschäfte vorübergehend an den Senatspräsidenten Jay Bowerman ab, der dann als amtierender Gouverneur regierte. Benson hoffte auf eine Erholung in Kalifornien und plante seine Rückkehr nach Oregon. Er kehrte aber nicht mehr zurück, weil sich sein Gesundheitszustand verschlechterte. Frank Benson verstarb am 14. April 1911 in Redlands. Er war mit Harriet Ruth Benjamin verheiratet, mit der er zwei Kinder hatte.